# بلبل زیردم‌سرخ
بلبل زیردم‌سرخ (نام علمی: Pycnonotus cafer) نام یک گونه از سرده بلبل‌ها است.
این پرنده مقیم شبه‌قاره هند از جمله سری‌لانکا تا برمه و بخش‌هایی از تبت است و توسط انسان به بسیاری از مناطق دنیا از جمله جزایر فیجی، ساموا، تونگا و هاوایی در اقیانوس آرام، دوبی، ایالات متحده، آرژانتین و نیوزیلند معرفی شده‌است. این پرنده به دلیل اثرات مخربی که بر محیط زیست بومی این مناطق گذاشته یکی از تنها سه پرنده‌ای است که در فهرست بدترین ۱۰۰ گونه مهاجم دنیا قرار گرفته‌است (مرغ مینا و سار معمولی دو پرنده دیگر این فهرست هستند).
این پرنده از راستهٔ گنجشک‌سانان و تیرهٔ بلبلان است و با تاج کوتاهی که سرش را به حالت لوزی درآورده به راحتی قابل تشخیص است. آنها از میوه‌ها، گلبرگ و شهد گل‌ها، حشرات و گاهی مارمولک‌های کوچک تغذیه می‌کنند.
این بلبل‌ها به دلیل تغذیه از میوه‌ها و آسیبی که به محصولات باغات وارد می‌کنند، یک آفت برای باغداران محسوب می‌شوند. آنها همچنین با پراکنده کردن بذر گیاهان غیربومی به تغییر پوشش گیاهی کمک می‌کند.
این گونه، در ایران، نخستین بار در جزیره کیش ثبت شد و اکنون تنها جمعیت شناخته‌شده ایران در این جزیره است.